# Симонович, Марко
Марко Симонович (серб. Марко Симоновић; р. 30 мая 1986, Приштина, СФРЮ) — сербский баскетболист и тренер, игравший на позиции лёгкого форварда. В составе сборной Сербии стал серебряным призёром Олимпийских игр 2016 года и чемпионата мира 2014 года.

## Клубная карьера
Симонович является воспитанником белградского клуба «Раднички», играл за молодёжный состав этого клуба. В 2001 году он перешёл в команду второго дивизиона Югославии «Смедерево» и выступал за неё один сезон. В сезоне 2002/2003 Симонович выступал за «Раднички». В 2003 году он подписал контракт с белградским клубом «Лавови 063», где отыграл два сезона. В 2005 году Марко перешёл в «Эгроном» из Ниша. В 2006 году он впервые отправился в зарубежный клуб, заключив соглашение с бельгийским «Остенде». Уже в декабре того же года Симонович вернулся в Сербию и до лета 2008 года выступал за «Хемофарм» из Вршаца.
В 2008 году Симновович перешёл в черногорский клуб «Будучност» из Подгорицы. На протяжении трёх сезонов он выступал за эту команду, все три сезона выигрывал с ней национальный чемпионат и Кубок Черногории. Из «Будучности» в 2011 году Симонович перешёл в берлинскую «Альбу», где отыграл сезон. В 2012 году он вернулся в Сербию, заключив контракт с белградской «Црвеной звездой». Дважды, в 2013 и 2014 годах, Марко помогал команде выиграть Кубок Сербии. В сезоне 2014/2015 он выступал во Франции за клуб «Элан Беарне». Перед началом сезона 2015/2016 Симонович вернулся в «Црвену звезду». В 2016 году он вместе с командой стал чемпионом Сербии и победителем Адриатической лиги.

## Достижения

### Клубные
- Будучност
  - Кубок Черногории (3): 2009, 2010, 2011.
  - Чемпионат Черногории (3): 2008/09, 2009/10, 2010/11.
- Црвена звезда
  - Кубок Радивоя Корача (2): 2013, 2014.
  - Чемпионат Сербии (1): 2015/16.
  - Адриатическая лига (1): 2015/16.

### Сборная
- Универсиада:  2009,  2007.
- Чемпионат мира:  2014
- Олимпиаде:  2016